# Высокая (Вожегодский район)
Высокая — деревня в Вожегодском районе Вологодской области.
Входит в состав Митюковского сельского поселения, с точки зрения административно-территориального деления — в Митюковский сельсовет.
Расстояние по автодороге до районного центра Вожеги — 77 км, до центра муниципального образования Сосновицы — 9 км. Ближайшие населённые пункты — Гридинская, Галунинская, Сиговская.
По переписи 2002 года население — 51 человек (29 мужчин, 22 женщины). Преобладающая национальность — русские (98 %).